# 三叉路 (ミュージシャン)
三叉路（さんさろ）は、1999年に結成した3人組のバンド。
名前の由来は、結成前メンバーの3人がもともと違うジャンルの音楽（松井正道は演歌、川田雅之はフォーク、カントリー、ブルースなど、混xxxはパンクロック）をやっており、その結成が3本の道が交差したようであることから三叉路と決まった。
主に『熱唱オンエアバトル』に出演し、2代目チャンピオンとなった。

## 略歴
- 1999年 
  - 松井正道が対バンで出会った川田雅之を誘いユニットを結成。同時期メンバー募集の張り紙を見た混xxxが加入しグループ結成。
- 2000年
  - 池袋ライブハウス「Adm」にて初ライブ。
  - 自主制作CD『旅に出よう』『おもちゃ箱からのメリークリスマス』発売。
- 2001年 
  - 毎週日曜日の昼に井の頭公園にてストリートライブ開始。
  - 自主制作CD『僕が君にできること』発売。
- 2002年
  - MXTV『TokYo,Boy』音楽祭にてテレビ初出演し、テリー伊藤に酷評される。その後同番組にて「リベンジバンド三叉路の挑戦」として1カ月密着企画を放送。
  - 自主制作CD『冬に届いたおとぎ話』発売。
- 2003年 自主制作CD『夜香』『雨香』発売。
- 2004年　NHK『サマーソングバトル』参加も予選敗退。その後『熱唱オンエアバトル』第1回放送にて1位オンエア。
  - 自主制作CD『詩集』発売
  - フリースタジオに所属が決定。
- 2005年 
  - 『熱唱オンエアバトル』4回出演、第1回チャンピオン大会に進むも優勝を逃す。
  - インディーズファーストアルバム『これから』リリース。
- 2006年
  - インディーズセカンドアルバム『336』リリース。
  - 『熱唱オンエアバトル』セミファイナルBブロック1位、第2回チャンピオン大会にて優勝。
  - 『爆笑オンエアバトル』エンディングテーマ『もっともっと』でメジャーデビュー。
  - 「東海ラジオ」にてレギュラー番組『336サロン』スタート。
  - メジャーセカンドシングル『君がくれたもの』発売。
- 2007年 NHK『みんなのうた』で『しあわせだいふく』がオンエア。
- 2008年
  - メジャーサードシングル『しあわせだいふく』リリース。
  - メジャーフルアルバム『三匹の音知』リリース。
- 2009年　所属プロダクションから独立。結成10周年記念アルバム『Lif"e』発売。
- 2011年 10月より無期限活動休止。松井正道は松井まさみちとしてソロ活動を開始。

## メンバー
- 松井まさみち（ボーカル/ギター）
- 川田雅之（ギター/コーラス）
- 混xxx(こん)（ギター/コーラス）

※松井正道は2011年よりソロ活動を開始。
石川鷹彦のプロデュースで、2013年3月にソロデビューアルバムをリリースしている。

## ディスコグラフィ

### インディーズ
- Lif"e（2009年10月14日発売）
  1. so my life
  2. 心のポスト
  3. 青空
  4. 恋はリフレイン
  5. 君の声が
  6. 光
- これから（2005年7月23日 発売）
  1. 君がくれたもの*
  2. 一番の場所
  3. ふわりふわり
  4. 思い出にしてゆくよ*
  5. 僕の小さな世界*
  6. 三叉路
- 336（2006年1月25日 発売）
  1. あいしてる
  2. 二人の時間を探そうよ
  3. 全力疾走
  4. やまびこやまちゃん*
  5. コトコト（熱唱オンエアバトルチャンピオン大会披露曲）*
  6. ミッドナイト
  7. 1989せみのうた
  8. 止まったままの
  9. やけに星が見えるから*

### メジャー
- 1stシングルもっともっと（2006年8月23日 発売）
  1. もっともっと　（爆笑オンエアバトルエンディングテーマ 2006年4月 - 2007年3月、FM山陰 パワープレイ エンディングテーマ 2006年8月）
  2. コトコト*
- 2ndシングル君がくれたもの（2006年10月25日 発売）
  1. 君がくれたもの*
  2. 恋のまま
  3. White Breath
- 3rdシングルしあわせだいふく（2008年1月2日 発売）
  1. しあわせだいふく　（NHK「みんなのうた」2007年12月・2008年1月放送曲）
  2. しんごうきのうた〜123〜　
  3. Anniversary　
  4. しあわせだいふく （カラオケ）
  5. しんごうきのうた〜123〜（カラオケ）
- 1st full album三匹の音痴（2008年4月30日　発売）[1]
  1. あゆみ
  2. aiaiai
  3. しあわせだいふく
  4. 笑えないものだな
  5. キャラメルマキアート
  6. 西東京演歌
  7. 君がくれたもの
  8. ぇーる
  9. ココロ
  10. マリッサ＆マルコリッサ
  11. キミが足りない
  12. あたりまえ
  13. コトコト

※熱唱オンエアバトル挑戦曲は、曲後にアスタリスクを付ける。

## 熱唱オンエアバトルの結果
| オンエア                                      | 回                                            | 重量 (KB) | 順位   | 曲名                 |
| --------------------------------------------- | --------------------------------------------- | --------- | ------ | -------------------- |
| サマーソングバトル 3日目                      | サマーソングバトル 3日目                      | 349KB     | 8/10位 | やけに星が見えるから |
| オンエア                                      | 1                                             | 449KB     | 1/10位 | れんげ荘             |
|                                               | 9                                             | 333KB     | 6/10位 | ろまんちすと         |
| オンエア                                      | 15                                            | 493KB     | 1/10位 | やけに星が見えるから |
| オンエア                                      | 21                                            | 401KB     | 2/10位 | 二人の恋のお話しに   |
| 第1回チャンピオン大会予選                     | 第1回チャンピオン大会予選                     | 702KB     | 5/10位 | 君がくれたもの       |
| オンエア                                      | 27                                            | 413KB     | 3/10位 | 思い出にしてゆくよ   |
| オンエア                                      | 39                                            | 453KB     | 1/10位 | やまびこやまちゃん   |
| オンエア                                      | 52                                            | 409KB     | 1/10位 | コトコト             |
| 第2回チャンピオン大会 セミファイナルBブロック | 第2回チャンピオン大会 セミファイナルBブロック | 437KB     | 1/11位 | 僕の小さな世界       |
| 第2回チャンピオン大会 ファイナル              | 第2回チャンピオン大会 ファイナル              | 918KB     | 1/10位 | コトコト             |

## タイアップ関連
- NHK『みんなのうた』「しあわせだいふく」(2007年12月〜2008年1月期)

（『しあわせだいふく』アニメーション製作 ©NHK/わたなべさちよ）